# 杰德卡拉
杰德卡拉(Djedkare Isesi)是古埃及第五王朝的法老，可能是門卡霍爾的兒子，年幼即位，在位超過30年，為第五王朝在位最長的法老。他在位期間埃及保持著富庶，每隔十年便進行一次遠征到努比亞和朋特。他亦舉行了不少慶典活動，包括他的“三十年慶典”。太陽崇拜在這時候失去了重要性，他沒有修建自己的太陽神廟。他在薩卡拉修建金字塔，其木乃伊顯示他在50歲時去世。